# Robert Recorde

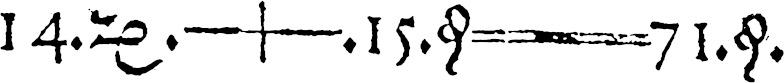
La prima equazione conosciuta 14x+15=71.

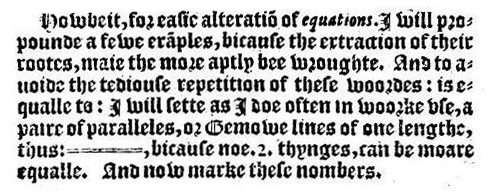
Introduzione del segno "="

Robert Recorde (Tenby, 1512 circa – Londra, 1558) è stato un matematico gallese. È stato il primo ad avere utilizzato, nel testo The Whetstone of Witte del 1557, il segno grafico = (uguale); fino ad allora doveva essere utilizzata la frase "uguale a".

## Biografia
Membro di una famiglia rispettabile della cittadina gallese di Tenby, studiò medicina all'Università di Oxford e successivamente all'Università di Cambridge dove si laureò nel 1545.
A Londra ebbe incarichi dai regnanti tra cui anche presso la zecca.
Pubblicò diversi saggi di matematica.